# Josipa Lisac
Josipa Lisac (Zágráb, 1950. február 14.) horvát énekesnő.

## Életútja
Az 1960-as években a Zlatni akordi együttes vokalistája volt, 1973-ban adta ki első szólólemezét Dnevnik jedne ljubavi címmel, mel nagy sikert aratott. 1987-ben szerepelt a Jugovizija fesztiválon, az Eurovíziós Dalfesztivál nemzeti előválogatóján Gdje Dunav ljui nebo című dalával, mellyel 9. helyen végzett. Ezután nem sokkal adta ki Boginja című albumát.

## Diszkográfia

### A Zlatni akordival
- Lopov/Halo taxi/Voljeti, to je radost/To je naša ljubav (1968.)
- Sunce sja za nas (1968.)

### Kislemezek
- Nitko nije kao ti/Naša ljubav (1969.)
- Živim samo za tebe/Prijatelji (1969., a Zlatni akordival)
- Život moj/Spustila se kiša (1970.)
- Kapetane moj/I teče, teče vrijeme (1970.)
- Oluja/Osamljenost (1970.)
- Samujem u samoći sama/Sve majke svijeta uz more (1971.)
- Raduj se srce moje/Još te čekam (1972.)
- Dok razmišljam o nama/Bez tebe (1972.)
- Na, na, na, na/Večer u luna parku (A Time együttessel) (1973.)
- Ostaješ mi samo ti/Ležaj od suza (1974.)
- Omer-beže/Niz polje idu, babo, Sejmeni (1974.)
- Činim sve u krivi čas/Čovjek (1976.)
- Danas sam luda/Lažeš da si moj (1987.)
- Ja bolujem (1987.)
- Josipa Lisac/New Swing Quartet - Samo iluzija / Vir (1991.)
- Flyer feat. Josipa Lisac - O jednoj mladosti (2004.)
- 1000 razloga (2007.)

### Nagylemezek
- 1941. Poema Branka Ćopića (1971.) Korni grupa, Dado Topić & Josipa Lisac
- Dnevnik jedne ljubavi  (1973.)
- Najveći uspjesi '68./'73. (1974.)
- Majko zemljo (1974.) Tihomir Pop Asanović-lemez, Josipa Lisac vokalistaként
- Gubec Beg (rock-opera) (1975. - Josipa Lisac Janu szerepében)
- Josipa Lisac & B.P. Convention Big Band International (1976.)
- Made in USA (1979.)
- Hir, hir, hir (1980.)
- Lisica (1982.)
- Hoću samo tebe (1983.)
- Jahači magle (1986) Bajaga-lemez, Josipa Lisac vokalistaként
- Boginja (1987.)
- Balade (1987.)
- Live in Lap (1992.)
- Čestit Božić (1992.)
- Ritam kiše (1993.)
- Koncert u čast Karla Metikoša (1995.)
- Antologija (1997.)
- The best of (1998.)
- Život (2000.)
- Josipa Lisac Live (2002.)
- The best of (2004.)
- The Platinum Collection (2007.)
- DVD "Koncert ljubavi u čast Karla Metikoša". (2007.)
- Živim po svome (2009.)

## Fordítás
- Ez a szócikk részben vagy egészben  a   Josipa Lisac című angol Wikipédia-szócikk fordításán alapul.  Az eredeti cikk szerkesztőit annak laptörténete sorolja fel. Ez a jelzés csupán a megfogalmazás eredetét és a szerzői jogokat jelzi, nem szolgál a cikkben szereplő információk forrásmegjelöléseként.